# Джованні (юдик Галлури)
Джованні I (італ. Giovanni I; д/н — 1275) — юдик (володар) Галлурського юдикату у 1238—1275 роках.

## Життєпис
Походив з роду Пізанських Вісконті. Син Убальдо Вісконті, подести Пізи й фактично правителя Кальярського юдикату. Народився та виховувався в Пізі. 1237 році оголошений спадкоємцем свого стриєчного брата Убальдо II, юдика Галлури. 1238 році після смерті останнього спробував зайняти трон, але цьому завадила удова Убальдо II — Аделазія та її новий чоловік Енцо Гогенштауфен. Втім невдовзі Джованні Вісконті зайняв Галлури, де остаточно затвердився у 1239 році.
У 1241 року приєднався до пізанського флоту, що почав війну проти генуезців. В подальшому відзначився у захопленні Корсики, облозі Генуї у 1243 році. В подальшому разом з Уголіно делла Герардески стає одним з найвпливовішим державців Пізанської республіки, можливо обіймав посаду подести.
Він приєднався до партії гвельфів. Вів запеклу боротьбу проти герардески. Спроби імператора Фрідріха II замирити Герардески і Вісконті не мали успіху.
1254 року внаслідок повстання пополанів Джованні Вісконті разом з Уголіно делла Герардески було вигнано з Пізи. Разом з ним рушив до Галлури, де домовився щодо спільних дій проти Кальярського юдикату, з яким вони почали війну. 1258 року слідом за перемогою Герардески і Вісконті розділили юдикату, частина також дісталося союзникові — Арбореї. До складу Галлурського юдикату увійшли кальярську кураторії Ольястра, Квірра, Саррабус та Колострай (схід Сардинії). 1259 року пошлюбив доньку Герардески.
В подальшому зосередився на захисті своїх володінь від ворожих зазіхань. Протягом 1260-х років здійснив значні будівельні роботи, наказавши побудувати нові укріплення, вежі, приділяв уваги розвитку міст. Столицю Чивіта було суттєво перебудовано, внаслідок чого економічне життя перемістилося до нових кварталів, що отримали назву Терранова.
У 1268 році підтримав Карла Анжуйського з підкорення Неаполю, а потім проти Гогенштауфенів. Після накладання на Пізу інтердикту та оголошення Сардинії володінням Генуї активно воював проти генуезців у південній Корсиці, захищаючи пізанські замки, що прикривали шляху до Галлурського юдикату. Невдовзі очолив партію гвельфів в Пізі, відновивши владу над республікою. Втім не став переслідувати гібеллінів. Також виступив посередником між тосканським гібеллінами і Карлом Анжуйським.
Посилення протидії гібеллінів призвело Джованні Вісконті до укладання союз з іншими гвельфськими родами — Капрая, Каетані, Гаддуббі, дель Турко, Упеццінгі, деї Заччо. При цьому йому допомагав брат Федеріко вісконті, архієпископ Пізанський. 1270 року Джованні було звинувачено у вбивстві лідера пізанських гібеллінів Оддоне Гвалфредуччі. Вигнання Вісконті вимагали гібеллінські роди Ланфранчі, Сісмонді і Гваланді.
У 1270 року приєднався до війська Карла I, короля Неаполю, що рушив у Восьмий хрестовий похід до Туніс, на допомогу французькому королю Людовику IX. Проте останній помер ще до приходу цих військ. 1273 року домігся від Папського престолу зняття інтердикту.
У 1274 році внаслідок перемоги в Пізі партії гібеллінів його знову вигнано, а також засуджено до конфіскації майна та сплати суми 10 тис. срібних марок. Джованні Вісконті втік Галлури, а потім перебрався до Лукки, спільно з загонами якої почав війну проти Пізанської республіки. У 1275 році захопив замок Монтополі, але вже у тарвні того ж року помер в Сан-Мініато.

## Родина
1. Дружина — Домініката, донька Альдобрандіно Гваланді-Кортевеккья
Діти:
- Лапо (д/н—1275)
- Джиневра

2. Дружина — донька Уголіно делла Герардески
Діти:
- Уголіно (д/н—1298), юдик Галлури
- Гвельфо